# Pokémon HeartGold và SoulSilver
Pokémon HeartGold Version và Pokémon SoulSilver Version là hai phiên bản làm lại nâng cấp vào năm 2009 của hai trò chơi điện tử nhập vai năm 1999 Pokémon Gold và Silver, tích hợp các tính năng có trong Pokémon Crystal. Các trò chơi này là một phần của thế hệ thứ tư của loạt trò chơi video Pokémon và được phát triển bởi Game Freak, được phát hành bởi The Pokémon Company và Nintendo cho hệ máy Nintendo DS. Nhân dịp kỷ niệm kỷ niệm 10 năm ra mắt hai phiên bản gốc Gold và Silver, hai trò chơi đã được phát hành tại Nhật Bản vào ngày 12 tháng 9 năm 2009 và sau đó được phát hành ngoài lãnh thổ trong tháng 3 năm 2010.
HeartGold và SoulSilver diễn ra ở vùng Johto và Kanto trong vũ trụ giả tưởng Pokémon, nơi có những sinh vật đặc biệt được gọi là Pokémon. Mục tiêu cơ bản của trò chơi là trở thành huấn luyện viên Pokémon (Pokémon trainer) xuất sắc nhất ở cả khu vực Johto và Kanto, được thực hiện bằng cách nuôi dạy và phân loại các Pokémon trong hệ thống Pokédex và đánh bại các huấn luyện viên khác.
Giám đốc trò chơi Morimoto Shigeki muốn bày tỏ sự kính trọng đối với tình yêu mà người hâm mộ đã dành cho các trò chơi trước đó, đồng thời đảm bảo rằng nó giống như một trò chơi mới so với những trò chơi đã được giới thiệu trong những năm gần đây. Các trò chơi đã nhận được đánh giá tích cực từ các nhà phê bình và tính đến tháng 3 năm 2014, doanh số kết hợp của các trò chơi đã đạt 12,72 triệu, khiến hai trò chơi cùng nhau trở thành trò chơi video nền tảng DS bán chạy thứ tám mọi thời đại.

## Lối chơi
Pokémon HeartGold và SoulSilver là trò chơi điện tử nhập vai có các yếu tố của trò chơi phiêu lưu. Cơ chế cơ bản của trò chơi phần lớn không khác gì những trò chơi trước đó. Cũng như tất cả các trò chơi Pokémon dành cho máy chơi game cầm tay, trò chơi được nhìn từ góc nhìn thứ ba từ trên cao và bao gồm ba chế độ màn hình cơ bản: bản đồ thực địa, nơi người chơi điều khiển nhân vật chính; một màn hình chiến đấu; và menu, nơi người chơi điều chỉnh đội hình nhóm, sử dụng vật phẩm hoặc cài đặt trò chơi. Người chơi bắt đầu trò chơi bằng một con Pokémon và có thể bắt được nhiều con hơn bằng các quả cầu thu phục Poké Ball.
Khi người chơi bắt gặp một con Pokémon hoang dã hoặc thách đấu với các huấn luyện viên, màn hình sẽ chuyển sang chế độ chiến đấu theo lượt của các Pokémon. Trong trận chiến, người chơi có thể sử dụng chiêu thức (move), vật phẩm (item), chuyển đổi (switch) giữa các Pokémon có khả năng hoạt động hoặc bỏ chạy (flee). Bỏ chạy không thể thực hiện được khi đang trong trận chiến với các huấn luyện viên. Pokémon có chỉ số điểm sức khỏe (HP), được hiển thị trong trận chiến. Khi HP của Pokémon giảm xuống 0, nó sẽ bị ngất (faint) và không thể chiến đấu tiếp trừ khi được đưa đến Trung tâm Pokémon (Pokémon Center) hoặc được chữa lành hoặc hồi sinh bằng kỹ năng hoặc vật phẩm Pokémon. Nếu Pokémon của người chơi đánh bại Pokémon đối phương (khiến nó bị ngất), nó sẽ nhận được điểm kinh nghiệm. Sau khi tích lũy đủ điểm kinh nghiệm sẽ được thăng cấp; hầu hết các Pokémon đều tiến hóa thành một loài Pokémon mới khi chúng đạt đến một cấp độ nhất định hoặc khi đáp ứng đủ các điều kiện nhất định, chẳng hạn như mức độ 'yêu thích' của một con Pokémon dành cho người huấn luyện của nó.

### Tính năng mới
HeartGold và SoulSilver cho phép Pokémon đầu tiên trong nhóm của người chơi đi theo họ, đó là sự lặp lại cơ chế từ Pokémon Yellow, nơi mà Pikachu đi theo nhân vật người chơi. Ngoài Yellow, cơ chế này cũng được sử dụng trong Pokémon Diamond, Pearl và Platinum theo một cách giới hạn: khi người chơi ở trong Công viên Amity với một Pokémon "dễ thương". Người chơi có thể nói chuyện với Pokémon để xem hoặc kiểm tra xem Pokémon đó đang cảm thấy như thế nào và đôi khi nó có thể giúp họ nhặt các vật phẩm. Một minigame mới có tên là Pokéathlon sử dụng màn hình cảm ứng Nintendo DS và cho phép Pokémon tranh tài trong các sự kiện như chạy vượt rào. Các phiên bản Nhật Bản vẫn giữ các máy đánh bạc được tìm thấy trong các trò chơi trước đó, trong khi các bản phát hành quốc tế của tựa trò chơi này thay thế các máy đánh bạc bằng một trò chơi mới có tên "Voltorb Flip", được mô tả là sự pha trộn giữa Minesweeper và Picross. Một vật phẩm mới khác, GB Sounds, có thể thay đổi nhạc nền thành nhạc 8-bit gốc từ Pokémon Gold và Silver.

### Kết nối với các thiết bị khác
HeartGold và SoulSilver có thể truy cập Kết nối Wi-Fi (Wi-Fi Connection) của Nintendo (về sau ngừng hoạt động) để giao dịch, chiến đấu và tương tác với những người chơi khác của trò chơi, cũng như những người chơi từ Pokémon Diamond, Pearl và Platinum. Sau khi hoàn thành nhiệm vụ đặc biệt tải xuống từ Wi-Fi trên Pokémon Ranger: Guardian Signs, người chơi có thể gửi Pokémon Deokishisu đến HeartGold và SoulSilver.